# 인터 라이프치히
인터 라이프치히(독일어: Fußballclub InternationalLeipzig e. V.)는 독일 작센 주의 라이프치히에 위치한 독일의 축구단이다.

## 선수 명단

### 현역
참고: FIFA 자격 규정에 따라 소속된 국가대표팀 국기를 표시합니다. 선수는 복수의 FIFA 비회원국 국적을 가지고 있을 수 있습니다.
| 번호 | 포지션 | 국적 | 이름               |
| ---- | ------ | ---- | ------------------ |
| 8    | MF     |      | 김동민             |
| 11   | MF     |      | 마누엘 모랄 푸스터 |

| 번호 | 포지션 | 국적   | 이름           |
| ---- | ------ | ------ | -------------- |
| 22   | MF     | 이라크 | 지하드 알 진도 |
| 25   | MF     | 남수단 | 드오르 촐      |